# Augusto de Pignier
Augusto de Pignier, italijanski general, * 1870, † 1955.